# Club Deportivo Llosetense
El Club Deportivo Llosetense (en catalán, Llosetí), es un equipo de fútbol español de la localidad mallorquina de Lloseta, en las Islas Baleares. Juega sus partidos como local en el  Municipal es Puig de Lloseta, y en la temporada 2015-16 disputó la Segunda División B, la categoría más alta disputada por el club desde su fundación en 1923. Actualmente milita en la Tercera División RFEF - Grupo XI.

## Historia
Orígenes
Lloseta lógicamente se vio influenciada por la práctica de fútbol en la capital regional, Palma de Mallorca, tomando contacto a inicios de los años veinte para que en 1922 pudo estar implantado y ser muchos los jóvenes que lo practicaban, tantos que ese mismo año Antonio Santandreu Bibiloni y Martín Sureda emitieron unos buenos para adquirir y transformar unos terrenos dedicados a la plantación de higos chumbos en Son Alcalde, inmediatos a la localidad, en un terreno de juego donde poder desarrollar el juego y organizar una sociedad dedicada a este efecto: el Lloseta Fútbol Club.
En 1923 quedaba constituido el club, nacido en el ambiente futbolístico desarrollado en "las cuatro esquinas" que formaban el Casino, el Bar Centro, Can Bestard y la barbería de Can Sopa, siendo su primer presidente Pedro José Ginard, encargado del mantenimiento eléctrico del municipio. Con camisa blanca y pantalón azul oscuro, el Lloseta FC dio sus primeros pasos ante clubes de su entorno geográfico como el CD Binisalem, el Ibérico FC —también de Binisalem—, o el Rápido Sport Club de La Puebla, debutando oficialmente en 1924 frente del FC Inquense.
En 1926 quedaba inscrito en la Federación Regional Balear de Clubes de Fútbol, constituida el 16 de julio de ese mismo año, participando en los últimos años de la década de los veinte en campeonatos de Tercera Categoría hasta que en 1930, debido a una gran crisis, desaparece. Paralelamente a estos tiempos, en 1925 quedó constituido un segundo club, el de la Congregación Mariana, entidad que se mantuvo al margen de la competición oficial y fue una válvula de escape para la juventud católica local llegando a disponer este año de terreno de juego propio, el Campo de los congregantes, situado en Es secan, al final de la calle Nueva y la calle del Doctor Fleming.
En 1931 se constituye una nueva sociedad, la Juventud Deportiva Llosetense, vistiendo camisa blanca con pantalón azul como el anterior y empleando el Campo de Son Alcalde como recinto deportivo para su actividad, entidad que será inmediatamente inscrita en la Federación Balear participante inicialmente en los campeonatos de Tercera Categoría, siempre al margen de las divisiones superiores hasta que en 1936 cesó su actividad debido al estallido de la Guerra Civil. Durante tres años no habrá actividad futbolística al no permitirlo las autoridades.
En 1939, nada más concluido el conflicto bélico, la JD Llosetense se reorganizó de una manera rápida y esta misma temporada 39/40, inscrito en Tercera Categoría, consiguió ser Campeón ascendiendo a Segunda Categoría y subcampeón del Torneo de Liga de Aficionados organizado por la Federación Balear al ser precedido por el CD palmesano, tras no presentarse los de Lloseta en el encuentro final a disputar en Lluchmayor. En la temporada siguiente, 40/41 era subcampeón del Grupo B de la Segunda Categoría de Mallorca tras el CD Manacor, siendo séptimo en la 41/42 y quinto en la 42/43, los últimos en la categoría antes de disolverse.
El Club Deportivo Llosetense 1944 - 1950
La localidad permanece durante un largo año sin un club a nivel federado que lo represente en el contexto futbolístico regional, siendo durante el verano de 1944 cuando parte de la afición empieza a promover la organización de una nueva sociedad. Las conversaciones, después de un tiempo de maduración, fructifican el 2 de septiembre cuando queda constituido el Club Deportivo Llosetense, entidad que hará del Campo de Son Alcalde su feudo, vistiendo camiseta blanca con pantalones azules y siendo su primer presidente Bernat Coll Abrines.
El CD Llosetense, tras ser inscrito en la Federación Balear, debuta en Tercera Categoría durante la temporada 44/45 terminando tercero en el Grupo C, mientras en la edición 45/46 es segundo en el Grupo G, y en la 46 / 47 segundo después del CD Murense en el Grupo D que le vale el ascenso a Segunda Categoría.
El conjunto de Es Raiguer parece que toma impulso y en la temporada 47/48 se estrena con un sexto puesto, plaza que mejorará en la edición 48/49 cuando sea segundo en la Liga tras el CD Capdepera y en la Fase de Ascenso sea subcampeón después de la misma sociedad, logrando el ascenso a Primera Categoría, la más alta de las competiciones organizada por la Federación Balear. El estreno en el primer nivel regional durante la sesión 49/50 no es destacado, pero en cambio logra obtener el Campeonato de la Liga de Mallorca, título que es celebrado con desbordada ilusión por la afición que al fin ve reconocido el esfuerzo dedicado por su club.
Los años 1950
La nueva década se inicia llena de ilusión y con una plantilla que consigue el subcampeonato en la temporada 50/51 dentro del Grupo A, uno de los dos de la categoría que suman entre ambos un total de ocho participantes, detrás de la UD Poblense. En la campaña 51/52 la Federación Balear configura un grupo único y aumenta a trece los participantes, proclamándose CD Llosetense Campeón. Tan meritorio puesto le permite disputar el Campeonato de Baleares, obteniéndose tras superar el CD Menorca: 5-1 en casa y derrota por 3-0 en Mahón, triunfo que le permite ascender a Tercera División por la puerta grande.
Sin embargo, la humildad del conjunto mallorquín queda reflejada de repente cuando es situado en el Grupo V junto a sociedades valencianas, murcianas y baleares, además de reclamarle la Real Federación Española de Fútbol que debe cerrar el perímetro de su terreno de juego, habilitar unos vestuarios y construir un túnel subterráneo de acceso. Reconsiderada su presencia en Categoría Nacional y analizados los pros y contras, la directiva que preside Bernat Coll Abrines declina participar en Tercera División, dando fin a una campaña histórica.
En la temporada 52/53 termina el décimo, ocupando la octava plaza en la sesión 53/54, el cuarto puesto en la 54/55 y el décimo y colista en la 55/56, alcanzando el club presidido por Miguel Mut Abrines aguantar el tipo en la categoría al resultar quinto en la Fase de Permanencia. Recuperados del susto, en la edición 56/57 la Primera Regional se divide nuevamente en dos grupos, siendo el CD Llosetense tercero en el Grupo A. Undécimo será en la sesión 57/58 y sexto en la 58/59. En la temporada 59/60 es nuevamente undécimo, pero con la excepción de que pierde la categoría, renunciando la directiva a seguir al frente y creándose un vacío de poder que no es sustituido por nadie. Sin nadie al cargo, el CD Llosetense no es inscrito para competir en la siguiente edición de Liga.
Los años 1960
La retirada del CD Llosetense y la ausencia de un equipo en categoría de aficionados es reemplazada por un club juvenil creado apenas un par de años antes, el Club Deportivo Rápido, una entidad que se nutre de lo mejor de la juventud local y del que fuera equipo infantil de Acción Católica de breve marcha, CD Tarsicios. El CD Rápido se convierte durante unos años en fértil cantera de buenos jugadores, atrayendo a la afición y generando jugadores que en el futuro serán la base de la continuidad del fútbol en Lloseta sustituyendo a costosos jugadores foráneos.
En 1964, tras cuatro años de continua ausencia, el CD Llosetense queda a finales reorganizado volviendo a los terrenos de juego uniformado con camiseta y calzones blancos combinado con bragas blancas y azules, contando con una nueva directiva encabezada por Bernat Ramon Capó que dispone de una gran plantilla y se proclama Campeón de Primera Regional concluida la temporada 64/65, pero sin poder conseguir el ascenso a Tercera División. La campaña siguiente, 65/66, presenta una nueva cara con cuatro grupos en Primera Categoría, experimento que no obtiene éxito y es descartado volviendo al sistema anterior. El CD Llosetense es quinto en el Grupo B, siendo tercero en la edición 66/67 bajo la presidencia de Guillermo Ramón Oliver quien seguirá en el cargo unos años más. En la temporada 67/68 se clasifica en sexta posición, terminando cuarto en la 68/69 y noveno clasificado en la 69/70.
Los años 1970
La década de los años setenta la iniciativa siguiendo a Primera Regional, una categoría que ha aumentado sensiblemente su número de participantes hasta vio obligada a subdividirse en dos grupos. El conjunto blanco, presidido por Bartolomé Coll Torrens, finaliza séptimo en el Grupo B concluida la temporada 70/71 y cuarto en la campaña 71/72 dentro del Grupo A, consiguiendo pasar el corte establecido por la Federación Balear para ingresar en Regional Preferente, nueva categoría intermedia entre la Primera Regional y la Tercera División, establecida como consecuencia del gran aumento de sociedades dedicadas al fútbol.
El debut en Regional Preferente se produce en la temporada 72/73 siendo quinto, concluyendo décimo en la sesión 73/74 y decimotercero en la 74/75. El 8 de septiembre de 1974 se inauguró el actual campo del CD Llosetense, el Campo Municipal Se Puig, insertado dentro del conjunto polideportivo construido en los terrenos donados en 1970 por Juan March Servera, primogénito del famoso banquero balear. En la campaña 75/76 es décimo, bajando ostensiblemente sus prestaciones en la 76/77 hasta acabar decimosexto, mientras en la sesión 77/78 es de nuevo décimo con Antoni Coll Ferragut a la presidencia de la sociedad llosetines. Las campañas 78/79 y 79/80 terminan con el mismo lugar, decimocuarto.
Los años 1980
Los años ochenta se afrontan con la ilusión de poder ascender a Tercera División cuando llegue la ocasión, pero las plantillas configuradas durante las primeras temporadas no invitan demasiado al optimismo ocupándose lugares alejados de las primeras plazas, y hasta y todo en algún campeonato, cerca de perder la categoría. Así pues en la campaña 80/81 es decimotercero, sexto en la 81/82 y decimosexto -con bastantes problemas, en la 82/83, ocupándose la novena plaza en la edición 83/84 y el decimotercer puesto en la 84 / 85. En la sesión 85/86 se es subcampeón precedido por el CD Son Sardina, disputando la Promoción de Ascenso pero sin éxito al ser tercero en el Grupo A y colista después CD Isleño y CD Esporlas.
Será mucho más positiva la temporada 86/87 cuando se realice un inmejorable torneo y se proclame Campeón de la Regional Preferente mallorquina, consiguiendo el ascenso directo a Tercera División en una campaña donde ejerce de presidente Bernat Coll Ramón y Daniel García se ocupa de la parcela técnica. A diferencia de una treintena de años antes, cuando el club rechazó competir en el tercer nivel nacional, en esta oportunidad se acepta el reto, aunque con la salvedad de que el nombre de la categoría es el mismo, pero no el nivel, cuarto en lugar de tercero.
El debut dentro del Grupo XI balear es discreto ocupándose la decimosexta plaza concluida la temporada 87/88. En la campaña 88/89 se mejora ostensiblemente y se finaliza noveno tras encadenar una serie de buenos resultados, pero en la edición 89/90 surgen las penurias económicas y el equipo no puede continuar su sueño en la categoría ocupando el vigésimo lugar de la tabla, además de ser colista.
Los años 1990
De nuevo a Regional Preferente, la campaña 90/91 se afronta con optimismo y ganas de volver a la categoría recién abandonada, teniendo bastante fortuna a la hora de conseguir pues tras ser cuarto en la Liga, en la Promoción de Ascenso es primero en el Grupo A y obtiene el ansiado premio. Su segundo ciclo en Tercera División será más breve que el anterior, iniciándose en la edición 91/92 con un decimocuarto puesto, mientras que en la sesión 92/93 se es decimonoveno y se desciende nuevamente a Regional Preferente.
Abatido por los malos resultados, el club del Raiguer es decimotercero en la campaña 93/94 y decimoctavo en la 94/95, descendiendo un escalón más hasta ver en Primera Regional, una categoría que no ocupaba desde bastantes años atrás. La situación que se vive no es la más idónea y salir de este pozo no será una fácil cuestión, permaneciendo sumido durante cuatro largas temporadas hasta que en la 98/99, como tercero, se consigue ascender a Regional Preferente, categoría en la que se muestra muy débil y dubitativo durante la sesión 99/00 por no poder aguantar el tipo y, derrotado, descender de pronto siendo veintidós colista.
El siglo XXI
Si negativa resulta la década anterior, más tortuosa si es posible será la que da comienzo al nuevo siglo. El CD Llosetense se ve atrapado en un momento que causa preocupación entre los aficionados, no consiguiendo acercarse a los primeros lugares y, muy al contrario, rondando la zona peligrosa de la tabla clasificatoria. Tras ser octavo en la temporada 01/02 y decimoquinto en la siguiente 01/02 donde se roza el drama del descenso, en las ediciones siguientes fluctuará entre la zona acomodada y la zona baja hasta culminar el descenso a Segunda Regional durante la temporada 05/06, una pérdida de categoría terrible que provoca la reacción del aficionado local.
Hundidos en el penúltimo nivel regional, la afición y fuerzas vivas de Lloseta se Volques con el club y en la temporada 06/07 se configura un plantel que anota ciento quince goles quedando primero de la categoría. El ascenso es directo a Primera Regional, pero no será el último ya que en la campaña 07/08 se repite puesto y se accede por la puerta grande a Regional Preferente. En la edición 08/09 termina subcampeón tras el CD Esporlas, accediendo a la Promoción de Ascenso donde pasa las dos eliminatorias que le presentan: primero ante el CD S'Horta de Felanich, y luego ante el CF San Rafael, consiguiendo el tercer ascenso consecutivo, ahora en Tercera División. En esta categoría inicia su tercer ciclo, el más longevo de su historia, consiguiendo ser decimocuarto en la campaña 09/10, un buen broche para una remontada espectacular en pocos años.
Historia reciente
La historia del club mallorquín más reciente indisolublemente ligada a su presidente, Pedro Ignacio Prieto, en el cargo desde octubre de 2009, tras la dimisión de Tomeu Bennasar Bestard, quien da un salto cualitativo en la entidad llosetines incorporando jugadores de reconocido prestigio de las islas junto a jóvenes en plena proyección. En la temporada 10/11 finaliza en quinto lugar tras un gran torneo, escapando la Promoción de Ascenso por un solo punto y quedando a cuatro del líder, el CD Manacor. Mayor fortuna tendrá en la campaña 11/12 con Paco Navarrete en el banquillo. El CD Llosetense, tras ser tercero en Liga tras la CE Constancia y CD Binissalem, accede por primera vez en su historia en la disputa de la Promoción de Ascenso, superando en Cámaras a la UP Langreo: 1-0 casa y nueva victoria en la localidad asturiana por 1-2. En Semifinales, sin embargo, es eliminado por el CD Laudio: 1-1 en casa y derrota por 3-0 en la localidad alavesa de Llodio.
En las temporadas 12/13 y 13/14, a pesar de reunir buenos jugadores, sus limitaciones le llevan a ser octavo y noveno respectivamente, llegando para la edición 14/15 el famoso técnico Óscar Troya, con el que se finaliza el campeonato en segundo lugar después de la SD Formentera, y después de un brillante torneo donde el título se disputa hasta el final con la competencia de la SCR Peña Deportiva de Santa Eulalia del Río. La promoción de ascenso de la temporada 14/15 se configura con un equipo de cada isla, representando así a los equipos baleares del Play Off (CD Llosetense, SD Formentera, SCR Peña Deportiva y CE Mercadal). Por parte del Llosetense supera en cuartos a la AD Unión Adarve: 2-0 en Madrid y victoria por 3-0 en casa, donde se produce una remontada que entra en la historia del club; accediendo a unas Semifinales donde el rival es el Real Murcia Imperial: 2-1 en casa y 0-0 en Murcia; que le permiten jugar la Final donde el ascenso está en juego, donde por primera vez en la historia del club adquiere su plaza en Segunda División B donde supera a la UD San Pedro: 0-1 en la localidad malagueña y victoria en casa donde asistieron 2.165 aficionados para contemplar el 3-1 que pasa a la historia y seguro que nadie olvidará aquel 27 de junio de 2015, el ascenso a la categoría de Bronce del fútbol Español. La temporada 15/16 fue una temporada para disfrutar del buen fútbol y poder disfrutar de equipos como el Barcelona B, Hércules, Alcoyano, Hospitalet, Sabadell (entre otros), el club reunió unos 400 socios para la respectiva, frente a los 62 de la pasada .Para este histórico curso, el entrenador del ascenso , Óscar Troya, tenía un preacuerdo con otro equipo de la comarca, así que después de dejar al "Llosetí" en la gloria, se despidió como una leyenda. Su sustituto fue un entrenador veterano y muy respetado en todas las Islas Baleares, Nico López Vidal, el cual trajo a muchos jugadores de gran nivel, e intentó hacer el equipo más competitivo posible. Aún así, con tanta ilusión en el pueblo y tanto trabajo realizado, la categoría no se pudo salvar y el Llosetense descendió otra vez a la cuarta categoría del fútbol español. A pesar del descenso, Nico López se quedaría en el club al año siguiente, y se volvió a formar un buen plantel para regresar a Segunda B. La temporada fue un total fracaso, con una plantilla de oro, el conjunto llosetín no fue capaz de clasificarse a la promoción de ascenso y jugaría otro año más en Tercera División. Para la temporada 2017-18, habría muchos cambios en la plantilla, algunos regresos de jugadores y Nico López empezaría su tercera temporada como entrenador del primer equipo.El conjunto blanquinegro fue muy irregular y acabaría salvando la categoría con muchas dudas. En las 2 temporadas siguientes, el nivel mejoró pero en la tabla clasificatoria el resultado fue de media , sin gloria ni pena.La temporada 2020-21, marcada por el Covid-19 y por un sistema diferente al habitual en la liga, fue un cambio en la dirección deportiva del club, y se ficharon jugadores de mucho nivel. Aún así, fue una decepción, y se luchó por la permanencia, la cual se pudo conseguir. Para el curso siguiente, se volvió a hacer un buen plantel y, no se quería repetir lo del año anterior. El delantero Ander Montori fue el máximo goleador de toda la liga, y fue uno de los culpables de que el club, 7 años después, volviera a jugar una promoción para ascender. La misma, se jugó en la ciudad deportiva del Real Mallorca,y el Llosetense se enfrentó al CD Manacor, el partido acabaría en derrota para el equipo de Nico López.Para la temporada 2022-23, a pesar de tener un buen grupo,el resultado fue quedar en media tabla.En la temporada 2023-24, Nico López afrontó su noveno año con máxima ilusión, quedando en la posición 9. En mayo de 2024 , el club anuncia en sus redes sociales que Nico López no renovaría, despidiéndose así después de 9 temporadas, una en Segunda B y 8 en Tercera División,  una auténtica leyenda del conjunto llosetín. A partir de la temporada 2024-25, una nueva directiva llena de gente del pueblo se hace cargo del club y fichan como nuevo entrenador del primer equipo a Sergio Sanz, viniendo del juvenil del CE Constancia.

El Llosetense también cada verano hace un campus para los más pequeños, lleno de actividades divertidas y para disfrutar.